# Cent trenta-set
El nombre 137 (CXXXVII) és el nombre natural que segueix el nombre 136 i precedeix el nombre 138.
La seva representació binària és 10001001, la representació octal 211 i l'hexadecimal 89.
És un nombre primer; altres factoritzacions són 1×137.